# Dasychira ithystropha
Dasychira ithystropha är en fjärilsart som beskrevs av Collenette 1939. Dasychira ithystropha ingår i släktet Dasychira och familjen tofsspinnare. Inga underarter finns listade i Catalogue of Life.